# 肯尼利狸藻
肯尼利狸藻（学名：Utricularia kenneallyi）为狸藻属一年生陆生食虫植物。其种加词“kenneallyi”来源于美国植物采集者K·F·肯尼利（K. F. Kenneally）。其为西澳大利亚金伯利的特有种。